# Gerd Walther
Gerd Walther (* 3. April 1970 in Pasewalk) ist ein deutscher Politiker (ehemals PDS, Die Linke). Walther war von 2002 bis 2006 Mitglied des Landtags von Mecklenburg-Vorpommern für die PDS und von 2013 bis zum 31. Oktober 2018 Bürgermeister der Stadt Ueckermünde. Die Amtsgeschäfte durfte er nach dem öffentlichen Bekenntnis, Drogen konsumiert zu haben, nach einem Beschluss der Stadtvertretung jedoch bereits seit dem 14. März 2018 nicht mehr wahrnehmen.

## Politik
1998 gründete Walther den PDS-nahen Landesjugendverband ROT(z)frech in Mecklenburg-Vorpommern, dessen Landessprecher er bis 2002 war. 1999 wirke er an der bundesweiten Gründung der Linksjugend solid mit, dessen Landesstruktur der Jugendverband ROT(z)frech später wurde.
Von 1999 bis 2003 war er erster stellvertretender Bürgermeister der Gemeinde Vogelsang-Warsin. Bei der Landtagswahl in Mecklenburg-Vorpommern 2002 wurde er in den Landtag gewählt. Als 2003 seine Kontakte zum Ministerium für Staatssicherheit bekannt wurden, trat er als stellvertretender  Bürgermeister zurück. Bei der Kommunalwahl 2004 wurde er Bürgermeister der Gemeinde Vogelsang-Warsin. Bei der Kommunalwahl am 7. Juni 2009 wurde er in seinem Amt als Bürgermeister der Gemeinde Vogelsang-Warsin mit 83,5 % bestätigt. Im Oktober 2009 kandidierte Gerd Walther für den Landesvorsitz der Linken in Mecklenburg-Vorpommern und unterlag gegen Steffen Bockhahn, der 60,7 % der Stimmen auf sich vereinigen konnte. Bei der Landtagswahl in Mecklenburg-Vorpommern 2006 und bei der  Landtagswahl in Mecklenburg-Vorpommern 2011 kandidierte er  jeweils erfolglos für den Landtag.
2011 unterschrieb er gemeinsam mit Barbara Borchardt, Torsten Koplin und anderen führenden Linken seines Landesverbandes ein Papier, in dem der Bau der Berliner Mauer gelobt und als „für die Führungen der Sowjetunion und der DDR ohne vernünftige Alternative“ beschrieben wird. Das demokratische West-Berlin sei zur „Destabilisierung der DDR“ genutzt worden. Der Eiserne Vorhang stehe für „eine Periode friedlicher Koexistenz in Europa“.
Bei der Bürgermeisterwahl der Stadt Ueckermünde am 7. Oktober 2012 erhielt Gerd Walther im Hauptwahlgang 43,2 % der Stimmen vor Ernst Heidschmidt (parteilos, CDU-Kandidat) mit 38,4 % und konnte sich in der Stichwahl am 21. Oktober 2012 mit 56,4 % gegen Heidschmidt durchsetzen und war seit dem 1. März 2013 Bürgermeister in Ueckermünde.
Nach Drogenberichten wurde Walther am 15. März 2018 als Bürgermeister von der Stadtvertretersitzung suspendiert. Nachdem er aus der Partei Die Linke ausgetreten ist, plant er die Gründung der Deutschen FriedensPartei (DFP).
Ueckermündes Stadtvertreter versetzten ihn bei ihrer Sitzung am 27. September 2018 zum 31. Oktober aus gesundheitlichen Gründen in den Ruhestand. Dieser Beschluss erlangte am 15. Januar 2019 Rechtskraft. Bei den Kommunalwahlen in Mecklenburg-Vorpommern 2019 kandidierte Walther erfolglos für das Amt des ehrenamtlichen Bürgermeisters seiner Heimatgemeinde Vogelsang-Warsin.

## Mitarbeiter der Staatssicherheit
Walther erklärte aufgrund seiner politischen Überzeugung seine Bereitschaft zu einer Tätigkeit für das Ministerium für Staatssicherheit und verpflichtete sich am 15. April 1988 schriftlich zur Zusammenarbeit. Er wählte als inoffizieller Mitarbeiter (IM) den Decknamen „Thomas Winter“. In der Akte sind sechs handschriftliche Berichte des IM sowie sechs Treffberichte des Führungsoffiziers vorhanden. Die Treffen fanden in einer konspirativen Wohnung statt. Diese Tätigkeit wurde am 22. November 1988 wegen der sich anschließenden hauptamtlichen Tätigkeit beendet. Von 1. September 1988 leistete Walther beim Wachregiment Feliks Dzierzynski in Berlin Abteilung Personenschutz aktiven Wehrdienst als Unteroffizier auf Zeit bis Januar 1990 und war damit hauptamtlicher Mitarbeiter der Staatssicherheit.

## Sonstiges
Am 25. Februar 2002 gründete er mit anderen Mitstreitern den Kulturwerk Altstadt e. V. in Ueckermünde, welcher seither das alljährliche mittelalterliche „Historische Altstadtspektakel“ in der Haffstadt durchführt.
Walther lebt offen homosexuell.